# 國分直一
國分直一（こくぶ なおいち，1908年4月28日—2005年1月11日），日本學者，出生於東京，隨即長期成長於日本統治下的臺灣。主要學術領域為考古學、民俗學及民族學等，在臺灣日治時期為在臺考古與民俗方面的重要學者。也是戰後初期臺灣唯一的考古學者，學生包括宋文薰、劉斌雄等人。
國分直一在民俗學的研究上，也著名於臺南西拉雅族的研究。國分直一受到佳里名醫吳新榮影響，進入平埔族研究的體系。:186國分直一在西拉雅族的宗教信仰研究上被視為相當重要的先驅。:1851944年，國分直一出版《壼を祀る村》（祀壺之村）一書，為西拉雅族研究的重要著作。

## 生平

### 早年生平
明治四十一年（1908年）4月28日，國分直一出生於日本東京府東京市港區（今東京都港區），父親國分直吉是福島縣人。國分直一為長子。國分直吉原本在東京的遞信局工作，國分直一出生那年即轉職到臺灣打狗（今高雄市鹽埕區）的郵便局。國分直吉先行抵臺，10月，襁褓中的國分直一抵臺，約在10月25日抵打狗。:51
國分直一於臺灣南部地區成長與求學，大正四年（1915年）4月入打狗尋常小學校（鼓山國小前身）。大正八年，父親轉任至嘉義大莆林（今嘉義縣大林鎮）的郵便局任職，國分直一轉入當地小學校。大正十一年（1922年），進入臺南第一中學校（今南二中）。:58-59昭和二年（1927年），取得臺北高等學校文科甲類入學，高一年級的學長有鹿野忠雄，國分直一受到鹿野的影響，也開始往山裡活動。:61昭和五年（1930年）5月，國分直一至內地就讀京都大學，國分直一在京都大學遇見過金關丈夫，不過當時僅只於師生間的認識。日後即以其史學與考古學的學術專長，從事對臺灣人文歷史環境的研究工作。

### 在臺研究
昭和八年（1933年）3月，國分直一25歲，畢業於日本舊制的京都大學史學系（國史專攻），畢業論文討論前期封建制度社會與後期封建制度社會再組織後的過渡期思想。同年5月，發生因文部省強制免除京大教授瀧川幸辰引發的瀧川事件，6月，國分因參加學生示威運動，被京都市下鴨特高警察的思想刑事追捕，連住宿都遭訪查。同月，回到東京家裡接受徵兵檢查，被判丙等而未服兵役。:68-69同年9月，國分收到臺南第一高等女學校教職的通知，抵臺赴任。:72
國分直一除了在台南高等女學校從事教學活動外，並隨即以在台考古、漢人文化、平埔族習慣、民俗、宗教為主要學術研究領域。1943年任教於臺北高等學校。
國分直一最早的平埔研究論述被視為發表在《民俗臺灣》一卷六號的〈新市庄の平埔聚落〉、〈平埔聚落を訪ねて〉，發表於昭和十六年（1941年）12月。之後受佳里街醫生吳新榮影響，調查佳里的平埔族。據吳新榮的文章，當時國分與金關兩位先生是因為看了他在《臺灣文學》發表的〈飛番墓〉，而於1942年來佳里收集民族資料。吳新榮與國分、金關去了學甲慈濟宮、南鯤鯓、北頭洋公廨、飛番墓。之後國分直一發表〈阿立祖巡禮記（上）、（下）〉。:186-188
1945年，台灣日治時期結束後，他被留用，持續研究卑南文化並繼續任教於台灣大學，直到1948年，台灣政治氣氛改變為止。

### 返日後
昭和二十六年（1951年）9月，國分直一任鹿兒島縣指宿高等學校教諭。1954年1月，任農林省水產講習所助教授。1963 年，與知名攝影家三木淳前往蘭嶼進行田野調查。1967年1月，獲聘為東京教育大學文學部教授。8月，受臺灣人類學會之聘來臺，與劉茂源教授一同調查蘭嶼雅美族社會文化的變遷、曾文溪上游西拉雅系平埔族村落。昭和四十七年（1972年）4月，返回日本擔任熊本大學文學部教授。1974 年4 月，受聘為梅光女學院大學教授。
昭和四十九年（1974年）11月，國分直一得到新日本教育圖書社長藤田修司的支持而創刊《えとのす》（Ethnos in Asia）雜誌，該誌旨在探討日本民族、文化、歷史的周邊問題。昭和五十二年（1977年）獲頒東京教育大學文學博士。
國分直一在台灣考古學、人類學與史學方面的研究，仍是他的專攻，並著有《環中國海民族文化考》、《台灣考古誌》、《台灣的民俗》等著作。
1999年，北頭洋平埔夜祭恢復舉辦。2000年舉辦夜祭時，從日本邀請國分直一參加夜祭，一度造成轟動。:249

## 著作

### 單行本
- 《壼を祀る村:南方台灣民俗考》，東京: 三省堂，1944年。
- 《臺灣の民俗》，東京 : 岩崎美術社，1968年。
  - 中文翻譯1：林懷卿譯，《台灣民俗學》，台南市：莊家，1980年。
  - 中文翻譯2：邱夢蕾譯，《臺灣的歷史與民俗:溯先人足跡.探文化之源流》，台北：武陵出版社，1991年。
- 《日本民族文化の硏究》，東京 : 慶友社，1970年。
- 《南島先史時代の硏究》，東京 : 慶友社，1972年。
- 《環シナ海民族文化考》，東京 : 慶友社，1976年。
- 《臺灣考古誌》，東京 : 法政大學，1979年。（與金關丈夫合著）
  - 中文翻譯：譚繼山譯，《臺灣考古誌:光復前後時期先史遺跡研究》，台北：武陵出版社，1990年。
- 《原始日本語と民族文化》，東京 : 三一書房，1979年。（與村山七郎合著）
- 《東シナ海の道 : 倭と倭種の世界》，東京 : 法政大學，1980年。
- 《台湾考古民族誌》，東京 : 慶友社，1981年。
- 《壺を祀る村 : 台湾民俗誌》，東京 : 法政大學，1981年。
  - 此書為《壼を祀る村:南方台灣民俗考》的再版，並有增補內容。
- 《海上の道 : 倭と倭的世界の模索》，東京 : 福武書店，1986年。
- 《日本文化の古層 : 列島の地理的位相と民族文化》，東京 : 第一書房，1992年。
- 《北の道 南の道 : 日本文化と海上の道》，東京 : 第一書房，1992年。
- 《東アジア地中海の道》，東京 : 慶友會，1995年。
- 《日本民俗文化誌 : 古層とその周辺を探る》，台北 : 臺大圖書館，2011年。
  - 中文翻譯：李作婷、邱鴻霖譯，《日本民俗文化誌 : 文化基層與周邊基層之探索》，台北 : 臺大圖書館，2011年。

### 編著
- 《大地と呪術 : 原始時代》，東京 : 學習研究社，1969年。（與岡本太郎合編）
- 《南島の古代文化》，東京：每日新聞社，1973年。（與佐佐木高明合編）
- 《倭と倭人の世界》，東京：每日新聞社，1975年。
- 《論集海上の道》，東京：大和書房，1978年。
- 《西海の歴史と民俗 : 九州西岸域の文化交流史》，東京：曉書房，1985年。（與立平進合編）
- 《東北の民俗 : 海と川と人》，東京 : 慶友會，1988年。（與高松敬吉合編）

### 譯註與解說
- 《南島雑話 : 幕末奄美民俗誌》，名越左源太原著，東京：平凡社，1984年。（與惠良宏合注）
- 《台湾の農具》，台湾總督府殖產局編，東京：慶友社，1992年。

### 翻譯作品
- 《石器時代の技術》，Oakley, Kenneth Page原著，東京：ニュー.サイエンス社，1971年。（與木村伸義合譯）
  - 譯自《Man, the tool-maker, 5th ed.》，London : Printed by order of the Trustees of the British Museum，1961年。
- 《安陽発掘》，李濟原著，山口：新日本教育圖書，1982年。
  - 譯自《Anyang》，Seattle : University of Washington Press，1977年。
- 《家畜の歴史》，Zeuner, Frederick Everard原著，東京：法政大學，1983年。（與木村伸義合譯）
  - 譯自《A history of domesticated animals》，New York : Harper & Row：1963年。
- 《海洋の人類誌 : 初期の航海.探険.植民》，Heyerdahl, Thor原著，東京：法政大學，1990年。（與木村伸義合譯）
  - 譯自《Early man and the ocean》，London ; Boston : G. Allen & Unwin：1978年。
- 《中囯手工業誌》，Hommel, Rudolf P原著，東京：法政大學，1992年。
  - 譯自《China at work : an illustrated record of the primitive industries of China's masses, whose life is toil, and thus an account of Chinese civilization》，Cambridge, Mass. : M.I.T. Press，1969年（1937年）。

## 榮譽
- 第4屆南方熊楠賞（日语：南方熊楠賞）：人文部（1994年）

## 外部連結
- ；2005/01/11。
- 國分直一文庫，含藏書、手稿、書信、照片與地圖等資料，國立臺灣大學圖書館
- 全方位的民族考古學者－國分直一系列活動（页面存档备份，存于）；2011/09~2011/12；國立台灣大學圖書館。